# Ławica Hoburska
Ławica Hoburska też: ławica Hoburg (szw. Hoburgsgrund, ang. Hoburg Shoal, Hoburgs bank) – ławica na Bałtyku na południe od Gotlandii; łączy się z północną częścią Ławicy Środkowej. Najpłytsze miejsce – 12 m.